# Rima Bali

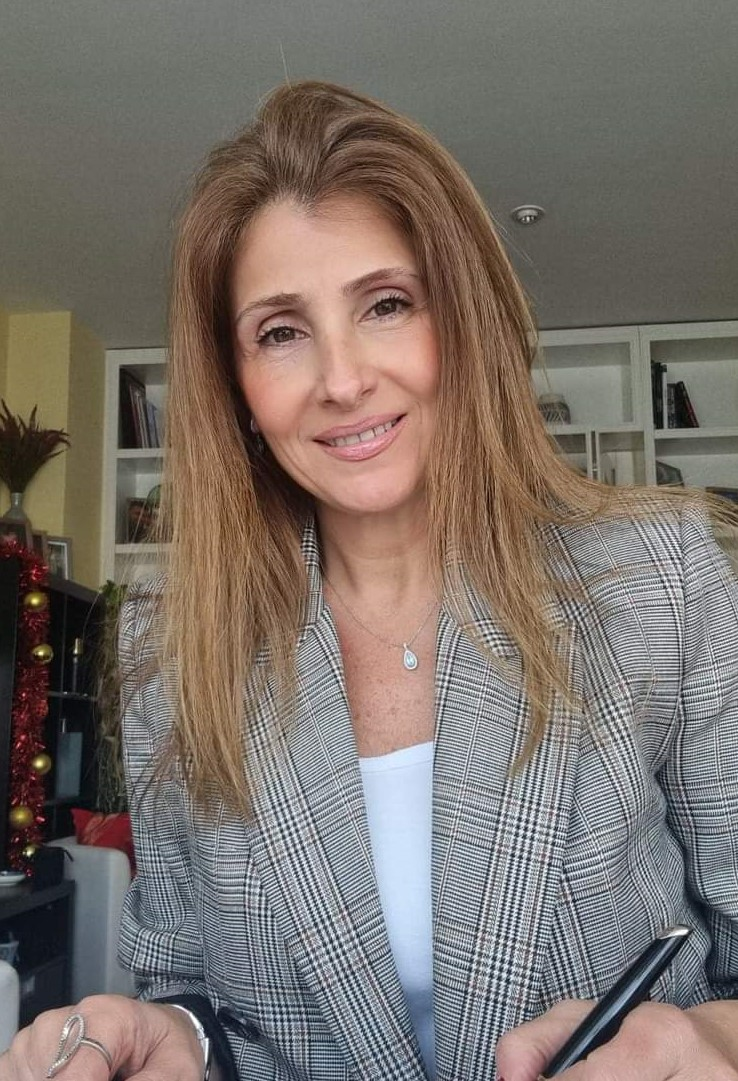
Rima Bali en 2023

Rima Bali (en árabe: ريما بالي‎, n. 20 de junio de 1969 en Alepo, Siria) es una escritora siria de ficción árabe contemporánea, afincada en Madrid desde 2015. Autora de cuatro novelas, es conocida principalmente por haber sido preseleccionada para el Premio Internacional de Ficción Árabe (IPAF) 2024 con sede en Abu Dhabi y asesorado por la Booker Prize Foundation en Londres.

## Biografía
Bali nació y creció en Alepo, una metrópoli del norte de Siria que se ha visto gravemente afectada por la guerra civil siria. Estudió Comercio y Economía en la Universidad de Alepo y posteriormente trabajó en el sector turístico, gestionando un hotel en el centro histórico de Alepo hasta el estallido de la guerra en la ciudad. Durante los primeros tres años del conflicto continuó viviendo en Alepo, pero luego emigró en 2015 a Madrid, España.  En 2023, su novela de 2018 غدي الأزرق se publicó en español como El Girasol Azul.
Bali comenzó a escribir a una edad temprana, animada por su familia.  Preguntada sobre sus influencias literarias, mencionó obras de la biblioteca de su padre de Yibrán Jalil Yibrán, Friedrich Nietzsche, Jean-Paul Sartre, Naguib Mahfuz y algunos clásicos de la literatura mundial y árabe.  Sus creaciones literarias se basan en una combinación de experiencias y perspectivas culturales, basadas en su vida tanto en Siria como en España. Ambientada entre Alepo y la ciudad española de Toledo, un importante centro medieval de traducciones del árabe clásico al latín medieval, su novela خاتم سليمى (El anillo de Suleima) es una historia moderna contada por múltiples narradores sobre Lucas, un fotógrafo español de origen judío y cristiano, y los protagonistas sirios Selma y Shams al-Din.  

## Crítica
En una entrevista de julio de 2023 con la plataforma cultural de la revista Al-Araby Al-Jadeed, con sede en Londres, Bali fue citada como una de las escritoras con un estilo femenino distintivo en la literatura árabe moderna.
Cuando se le preguntó sobre la relación entre la historia y la escritura creativa, dijo: "[...] la guerra tuvo lugar en Siria, pero leer sobre esta guerra es un proceso en el que docenas pueden no estar de acuerdo. Esta es la carne y la sangre que cada novelista aporta del polvo de la historia para escribir su novela según su propia visión." 
Además, comentó: "[Nuestra alma] es la que llevó consigo sus cadenas desde sus tierras, si el exilio es una prisión con cielos abiertos, el hogar siempre ha sido una prisión sin cielo, y hoy entreno mi alma para volar hacia adentro de este cielo para que un día se libere de sus cadenas." 
En noviembre de 2023, la traducción al español de su novela titulada El Girasol Azul fue presentada por la Fundación Euroárabe de Altos Estudios, una organización para el intercambio cultural entre Estados árabes y europeos en Granada, España. Una critica en la revista El Imparcial del marzo 2024 describió la novela El Girasol azul como "Una historia de una mujer valiente, que lucha contra las adversidades y nunca se da por vencida." 
En enero de 2024, El anillo de Suleima fue preseleccionado para el Premio Internacional de Ficción Árabe (IPAF), el galardón literario más prestigioso e importante del mundo árabe . 
Tras su nominación al premio IPAF, el sitio web oficial de la televisión siria la entrevistó con preguntas sobre su desarrollo personal como escritora, la importancia de la escritura de novelas contemporáneas y los lectores árabes. Cuando se le preguntó sobre la destrucción de Alepo en el estado actual, dijo: 

Aunque los crímenes cometidos contra esta ciudad son demasiado grandes para ser olvidados o tratados por una obra literaria, quería presentar la espléndida Alepo en el Anillo de Suleima con todas sus luchas, heridas y orgullo, para invitar a quienes la vieron bombardeada, destruida y humillada a ver su carácter original [...] En mis novelas, siempre tiendo a asociar mi tragedia o la tragedia de mi pueblo con otras tragedias en el mundo.
Rima Bali, autora de El anillo de Suleima

### Títulos originales en árabe, traducidos en inglés y español
- ميلاجرو (Milagro), 2016
- غدي الأزرق (El girasol azul) 2018, traducción al español de Victoria Khraiche Ruiz-Zorrilla El Girasol Azul (2023), ISBN 978-84-1369-613-3.
- Contribución a la antología árabe/danesa Exile: New Arab Voices, 2019
- خاتم سليمى (El Anillo de Suleima), 2022
- ناي في التخت الغربي (Nay en una orquesta occidental), 2023

## Literatura
- Jamil Salloum Shukair (2022). الرواية بين التغريبتين الفلسطينية والسورية [ La novela entre la occidentalización palestina y siria ]. Bagdad: Fundación Cultural Abjad, pág. 189 - 207. [12]
- Annamaria Bianco (2023). «Aleppo: Memories and visions of a city in ruins in Rima Bali’s Hatim Sulaymà». InVerbis (2): 41-56. ISSN 2279-8978. doi:10.7368/109522.